# 龔轅
龔轅（1486年—？年），字文甫，南直隶苏州府太仓州人，明朝政治人物。

## 生平
治《易經》，行十六，由州學生中式嘉靖元年（1522年）壬午科應天府鄉試第三十名舉人，嘉靖二年（1523年）聯捷癸未科會試第八十六名，第二甲第一百三十六名進士。授工部主事，嘉靖九年十一月曾以圜丘效劳受赏。十六年任開州知州。

## 家族
曾祖龔謙。祖父龔縉。父龔采。母胡氏；继母钱氏。具庆下。兄輅、龔儼（贡士）、軒、口、輦、轍、弟輗、輇、輶。